# Saint Mary Visitor Center, Entrance Station and Checking Stations
Les Saint Mary Visitor Center, Entrance Station and Checking Stations constituent un ensemble de bâtiments américains situés dans le comté de Glacier, dans le Montana. Cet ensemble comprend notamment le Saint Mary Visitor Center, un office de tourisme. Protégé au sein du parc national de Glacier, il est inscrit au Registre national des lieux historiques depuis le 15 avril 2008.